# Rohrauer Straße
Die Rohrauer Straße (B 211) ist eine Landesstraße in Österreich. Sie führt auf einer Länge von 13,5 km entlang der Leitha von Bruck an der Leitha nach Petronell-Carnuntum an der Donau. Sie wird von der Zweigstrecke nach Petronell-Carnuntum der Wien-Raaber Bahn begleitet. Benannt ist die Straße nach der Gemeinde Rohrau, die an der Strecke liegt.

## Geschichte
Mit dem Inkrafttreten des niederösterreichischen Straßengesetzes vom 12. Juli 1956 wurden die ehemaligen Bezirksstraßen in Landesstraßen umgewandelt und die heutige Rohrauer Straße als Bestandteil der L 163 eingeordnet. 
Die Rohrauer Straße gehört seit dem 1. Jänner 1972 zum Netz der Bundesstraßen in Österreich.